# Авдаков, Николай Степанович
Николай Степанович Авдаков (16 (28) февраля 1847 — 11(24) сентября 1915) — русский предприниматель, горный инженер. Председатель правлений ряда горнодобывающих и золотопромышленных товариществ.

## Биография
Родился в станице Щедринская Кизлярского округа Кавказской области 16 (28) февраля 1847 года. Его отец, Стефан Никифорович Авдаков, происходил из рода потомственных церковнослужителей Владимирской губернии, после окончания в 1822 году Владимирской духовной семинарии окончил медицинский факультет Московского университета и стал военным врачом.
Николай Авдаков в 1873 году окончил Петербургский горный институт. Начал работать в Рутченковском горнопромышленном обществе в Донбассе. Со временем это общество вошло в число крупнейших угледобывающих предприятий России, а инженер Авдаков стал его совладельцем. К началу XX века Николай Степанович являлся председателем правления общества Брянских каменноугольных копей и рудников и Ленского золотопромышленного товарищества, был директором общества "Русско-Уральское золото", вице-председателем правления общества  Николаевских заводов и верфей.В 1904 г. Авдаков стал во главе синдиката "Продуголь"

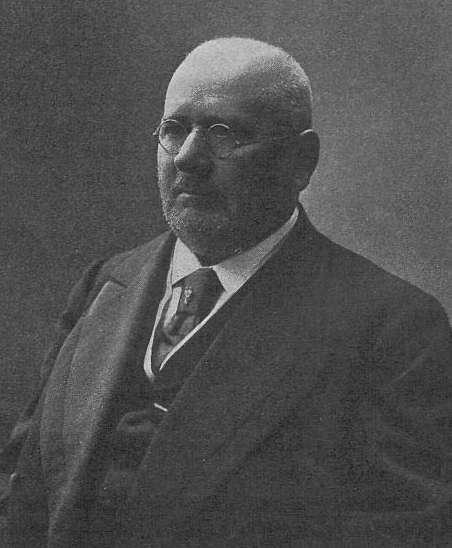
Н. С. Авдаков

В 1900—1905 гг. председатель Совета Съезда горнопромышленников Юга России. В 1903 г. — председатель Совета съездов представителей промышленности и торговли, одновременно исполнял обязанности председателя Харьковского биржевого комитета и председателя Харьковской угольной биржи. В 1906—1915 гг. председатель правление Акционерного общества «Продуголь».
С 1906 года — член Государственного совета от торгово-промышленной курии. С 1910 года — действительный статский советник.
В 1907—1915 гг. председатель Совета Съезда представителей промышленности и торговли.
Сторонник протекционистской политики.
С 1912 г. председатель Русско-Французской торговой палаты.
В 1915 году председатель Центрального военно-промышленного комитета.